# Campanya mediterrània dels U-Boot (Segona Guerra Mundial)
La campanya dels U-boot a la Mediterrània va tenir lloc entre el 21 de setembre de 1941 i el 19 de setembre de 1944 durant la Segona Guerra Mundial. Malta era una base britànica activa situada estratègicament a prop de les rutes de subministrament d'Europa al nord d'Àfrica. Els combois de subministrament de l'Eix a través del mar Mediterrani van patir greus pèrdues, que al seu torn van amenaçar la capacitat de lluita dels seus exèrcits al nord d'Àfrica. Els Aliats, en canvi, van poder mantenir els seus proveïts. La Kriegsmarine va intentar aïllar Malta, però més tard va concentrar les seves operacions de submarins a interrompre les operacions de desembarcament aliades al sud d'Europa.
Uns 60 submarins alemanys van fer el perillós pas al mar Mediterrani a partir de 1941. Només un va completar el viatge en ambdós sentits. Karl Dönitz, el comandant en cap dels submarins, Befehlshaber der Unterseeboote (BdU) sempre es va mostrar reticent a enviar els seus vaixells al Mittelmeer, però va reconèixer que els colls d'ampolla naturals com l'estret de Gibraltar feien més probable que es trobessin i s'ataquessin els vaixells aliats, més que no pas confiar en trobar-los al vast oceà Atlàntic.
Els submarins van ser enviats per ajudar els italians, encara que molts van ser atacats a l'estret de Gibraltar i nou van ser enfonsats mentre intentaven el pas i deu més van resultar danyats. El Mediterrani és una massa d'aigua clara i tranquil•la que dificultava la fugida dels submarins. Finalment, l'Eix va fracassar en el seu objectiu.

## Experiència prèvia
La Kriegsmarine havia adquirit alguns coneixements de la zona. Dönitz era un oficial a bord de l'UB-68 que havia estat enfonsat a la regió durant la Primera Guerra Mundial. Els submarins també havien servit durant la Guerra Civil Espanyola. Els republicans, amb dotze submarins, es van oposar als nacionals, que no en tenien; per tant, la presència dels submarins alemanys va ser molt benvinguda. Els dos primers vaixells, l'U-33 i l'U-34, amb el nom en clau "Exercici d'Entrenament Ursula", van sortir de Wilhelmshaven el 20 de novembre de 1936. Els dos submarins van navegar pel Canal de la Mànega i es van lliscar al Mediterrani la nit del 27 de novembre. Aviat estaven en acció, l'U-34 va disparar un sol torpede contra un destructor republicà el vespre de l'1 de desembre. El projectil va fallar, impactant contra les roques. El vaixell, sota el comandament del Leutnant zur See Harald Grosse, ho va tornar a intentar els dies 5 i 8 de desembre, amb igual manca d'èxit. L'U-33 no se'n va sortir millor; el seu comandant estava frustrat per l'absència d'identificació d'objectius o moviment defensiu de les seves víctimes previstes. Només un vaixell va ser enfonsat pels submarins, el submarí republicà C-3, que va ser atacat per l'U-34 el 12 de desembre.

## Els primers anys
A l'octubre de 1939, Dönitz havia decidit utilitzar tres vaixells de més llarg abast per interceptar els primers combois aliats de la guerra. L'U-25, l'U-26 i l'U-53 havien de trobar-se al sud-oest d'Irlanda abans d'intentar forçar l'estret i atacar els combois a la Mediterrània. Les coses no van trigar en anar malament, i l'U-25 va ser desviat cap a un comboi al sud-oest de Lisboa. Després d'un atac de torpedes abortat contra un vaixell de vapor el 31 d'octubre, Viktor Schütze, comandant de l'U-25, va sortir a la superfície i va procedir a enfonsar el seu objectiu amb el foc del seu canó de coberta. Aquesta actuació va provocar una esquerda en una part vital del submarí, obligant el vaixell a tornar a Alemanya. L'U-53 es va quedar sense combustible després de fer ombra a un comboi al golf de Biscaia i també es va veure obligat a tornar. L'U-26 , es va veure obligat per una combinació de temps inadequat, reflectors i patrulles antisubmarines britàniques, a abandonar un intent de posar mines prop del port de Gibraltar. El vaixell va navegar per l'estret a la superfície, tot i que va reclamar un vaixell solitari enfonsat al Mediterrani. Aquest "enfonsament" no va ser confirmat per l'anàlisi de la postguerra.
L'U-26 va tornar a través de l'estret, arribant a Wilhelmshaven el 5 de desembre de 1939; l'únic submarí que va entrar i sortir del Mediterrani a la guerra. Aquesta missió es va resumir al Diari de guerra de BdU Kriegstagebuch (KTB).
Va ser un error enviar U-25 , U-26 i U-53 al Mediterrani. L'U-25 va haver de tornar abans d'arribar-hi, l'U-53 no va accedir i l'U-26 gairebé no va trobar cap vaixell que valgués la pena esmentar. Aquesta patrulla mostra tots els inconvenients d'un pas llarg cap a fora.|KTB
Molts dels atacs esmentats van ser accions amb armes o embassaments, especialment a l'extrem oriental de la Mediterrània. Això va ser perquè l'objectiu potencial era "indigne o [un] objectiu de torpede difícil".

## Afrika Korps
La 23a Flotilla d'U-boot es va establir el setembre de 1941 per interceptar la navegació costanera que proveïa les forces aliades en el setge de Tobruk. Els submarins patrullaven el Mediterrani oriental des de la base de la 23a Flotilla a l'illa de Salamina a Grècia. El 7 de desembre, el control de la 23a Flotilla va ser transferit de Kernével al Comandant en Cap al Sud (Oberbefehlshaber Süd, OB Süd) Albert Kesselring. Es van establir bases addicionals a Pula a Croàcia i La Spezia al nord d'Itàlia a mesura que més submarins van ser destinats al Mediterrani, fins que el focus es va desplaçar a l'Atlàntic occidental a través dels Segons Temps Feliços.
- L'U-371 va passar l'Estret de Gibraltar el 21 de setembre de 1941.[10]
- L'U-559 va travessar l'estret el 26 de setembre de 1941,[10] i va enfonsar l'HMAS  Parramatta el 27 de novembre, el Shuntien de 3.059 tones del comboi TA 5 el 23 de desembre i el Warszawa de 2.487 tones del comboi AT 6 el 26 de desembre.[11]
- L'U-97 va travessar l'estret el 27 de setembre de 1941,[10] va enfonsar el Samos de 1.208 tones i el Pass of Balmaha de 758 tones el 17 d'octubre.[12]
- L'U-331 va travessar l'estret el 30 de setembre, va destruir una nau de desembarcament britànica de 372 tones el 10 d'octubre i va enfonsar l'HMS Barham el 25 de novembre de 1941.[13]
- L'U-75 va travessar l'estret el 3 d'octubre, va enfonsar dues naus de desembarcament britàniques de 372 tones el 12 d'octubre i va enfonsar el Volo de 1.587 tones del comboi ME 8 abans de ser enfonsat per l'escorta del comboi HMS Kipling el 28 de desembre de 1941.[14]
- L'U-79 va travessar l'estret el 5 d'octubre, va danyar l'HMS Gnat el 21 d'octubre i va ser enfonsat el 23 de desembre de 1941 pels destructors de la Royal Navy.[14]
- L'U-205 va travessar l'estret l'11 de novembre de 1941.[10]
- L'U-81 va travessar l'estret el 12 de novembre i va enfonsar l'HMS Ark Royal el 13 de novembre de 1941.[15]
- L'U-433 va ser enfonsat prop de Gibraltar el 16 de novembre de 1941 per l'HMS Marigold.[9]
- L'U-565 va travessar l'estret el 16 de novembre de 1941.[10]
- L'U-431 va travessar l'estret el 24 de novembre de 1941[10]  i va danyar el Myriel de 3.560 tones el 13 de desembre.[16]
- L'U-557 va travessar l'estret el 26 de novembre, va enfonsar el Fjord de 4.032 tones el 2 de desembre, després va enfonsar l'HMS Galatea el 15 de desembre i va ser enfonsat el 16 de desembre de 1941 per la torpedinera italiana Orione.[17][18]
- L'U-562 va travessar l'estret el 27 de novembre de 1941[10] and  i va enfonsar el Grelhead de 4.274 tones el 2 de desembre.[19]
- L'U-95 va ser torpedinat pel submarí holandès O 21 mentre passava Gibraltar el 28 de novembre de 1941.[9]
- L'U-652 va travessar l'estret el 29 de novembre de 1941,[10] va enfonsar el Saint Denis de 1.595 tones el  9 de desembre i el Varlaam Avanesov de 6.557 tones el 19 de desembre.[20]
- L'U-372 va travessar l'estret el 8 de desembre de 1941,[10]
- L'U-375 va travessar l'estret el 9 de desembre de 1941,[10]
- L'U-453 va travessar l'estret el 9 de desembre de 1941,[10]  i va enfonsar el vaixell espanyol Badalona el 13 de desembre.[21]
- L'U-374 va enfonsar el vaixell d'arrossegament HMS Lady Shirley i el iot de patrulla HMS Rosabelle mentre passava per Gibraltar el 10 de desembre de 1941[22]  i va ser torpedinat per l'HMS Unbeaten el 12 de gener de 1942.[23]
- L'U-568 va travessar l'estret el 10 de desembre de 1941,[10]  i va enfonsar l'HMS Salvia el 24 de desembre[24]
- L'U-74 va travessar l'estret el 15 de desembre de 1941,[10]
- L'U-77 va travessar l'estret el 16 de desembre de 1941,[10] i va danyar l'HMS Kimberley el 12 de gener de 1942.[25]
- L'U-83 va travessar l'estret el 18 de desembre de 1941,[10]
- L'U-573 va travessar l'estret el 18 de desembre de 1941,[10]  i va enfonsar el Hellen de 5.289 tones el  21 de desembre.[26]
- L'U-451 va ser enfonsat per Fairey Swordfishs del 812 Esquadró Naval Aeri mentre passava Gibraltar el 21 de desembre de 1941.[9]
- L'U-133 va travessar l'estret el 21 de desembre de 1941,[10]
- L'U-577 va travessar l'estret el 23 de desembre de 1941,[10]  i va ser enfonsat per un avió el 9 de gener de 1942.[27]
- L'U-73 va travessar l'estret el 14 de gener,[10]
- L'U-561 va travessar l'estret el 15 de gener de 1942,[10]

## Segons temps feliços
La Spezia es va convertir en quarter general quan els submarins mediterranis es van reorganitzar com la 29a Flotilla d'U-boot el maig de 1942.
No es van assignar més submarins al Mediterrani des de mitjans de gener fins a principis d'octubre de 1942, quan la costa est. d'Amèrica del Nord semblava més productiva i l'Afrika Korps avançava amb èxit cap a Egipte. La 29a flotilla es va centrar en els combois que subministraven Malta i les forces britàniques a la costa egípcia. Per a operacions sostingudes, els submarins van passar aproximadament un terç del temps a les estacions de patrulla, un terç en trànsit cap a i des de la base per a l'aprovisionament i el reabastiment de combustible habituals, i un terç sotmès a una revisió important o reparació de batalla. L'objectiu de la 29a flotilla de vint submarins va permetre una patrulla rutinària de tres submarins de Salamina a la Mediterrània oriental i tres de La Spezia a la Mediterrània occidental. La pèrdua de l'U-372 i de l'U-568 en atacs sostinguts de dotze hores va demostrar la vulnerabilitat de les patrulles d'U-boot independents a un equip de destructors que podien caçar un U-boot submergit fins a esgotar l'aire i la bateria, en lloc de seguir endavant després d'un pocs atacs.
- L'U-73 va enfonsar l'HMS Eagle l'11 d'agost de 1942.[29]
- L'U-74 va ser enfonsat el 2 de maig de 1942 per avions i destructors.[29]
- L'U-77 va enfonsar l'HMS Grove el 12 de juny. L'U-77 va enfonsar els velers Vassiliki el 22 de juliol, Toufic El Rahman el 24 de juliol, Fany el 30 de juliol i Saint Simon l'1 d'agost. L'U-77 va continuar patrullant la costa de Xipre, Palestina i el Líban danyant l'Adnan i enfonsant l'Ezzet el 6 d'agost, el Kharouf el 10 d'agost i el Daniel el 16 d'agost de 1942.[25]
- L'U-81 va enfonsar el Caspian de 6.018 tones, el vaixell d'arrossegament francès Viking i els velers Bab el Faraq i Farouh el Kher el 16 d'abril de 1942. L'U-81 va enfonsar els velers Hefz el Rahman el 19 d'abril, Aziza i el Saadiah el 22 d' abril. Abril, i després Havre de 2.073 tones del comboi AT 49 el 10 de juny de 1942.[30]
- L'U-83 va danyar el Crista de 2.590 tones el 17 de març de 1942, va enfonsar l'Esther de 100 tones i el Said de 231 tones el 8 de juny, el Typhoon de 175 tones el  9 de juny, el vaixell Q HMS Farouk el 13 de juny i el Princess Marguerite de 5.875 tones el  17 d'agost de 1942.[31]
- L'U-97 va enfonsar el Memas de 1.755 tones i el Zealand de 1.433 tones del comboi Metril el 28 de juny de 1942, i va enfonsar el Marilyse Moller de 786 tones l'1 de juliol.[12]
- L'U-133 va enfonsar l'HMS Gurkha el 17 de gener de 1942[32] i es va enfonsar després de colpejar una mina davant de Salamina el 12 de març de 1942.[33]
- L'U-205 va enfonsar el Slavol de 2.623 tones el  26 de març de 1942 i l'HMS Hermione el 16 de juny de 1942.[34]
- L'U-331 va bombardejar la central elèctrica de Beirut l'abril de 1942.[29]
- L'U-372 va enfonsar l'HMS Medway el 30 de juny de 1942 i va ser assetjat fins a l'esgotament el 3 d'agost de 1942.[29]
- L'U-375 va enfonsar l'Hero de 1.376 tones el 6 de juliol de 1942, va enfonsar l'Amina de 87 tones i l'Ikbal de 176 tones el  30 de juliol i va danyar l' Empire Kumari de 6.288 tones del comboi LW 38 el 26 d'agost. També va enfonsar l'Arnon de 558 tones , la Miriam de 38 tones i la Salina de 108 tones el  3 de setembre. Després va enfonsar el turc de 113 tones el  6 de setembre de 1942.[35]
- L'U-431 va enfonsar el vaixell d'arrossegament HMS Sotra el 29 de gener de 1942, després va enfonsar l'Eocè de 4.216 tones del comboi AT 46 el 20 de maig i va danyar el LCT-119 el 20 de juny de 1942.[16]
- L'U-453 va danyar el vaixell hospital Somersetshire el 7 d'abril de 1942.[21]
- L'U-559 va enfonsar l'Athene de 4.681 tones i va danyar el Brambleleaf de 5.917 tones del comboi AT 49 el 10 de juny de 1942.[11]
- L'U-561 va plantar un camp de mines a la desembocadura del canal de Suez, enfonsant el Mount Olimpus de 6.692 tones i danyant el Hav de 5.062 tones i el Fred de 4.043 tones.[36]
- L'U-562 va danyar l'Adinda de 3.359 tones el  24 de juliol de 1942.[19]
- L'U-565 va enfonsar l'HMS Naiad l'11 de març de 1942 i el Kirkland de 1.361 tones del comboi TA 36 el 23 d'abril.[37]
- L'U-568 va ser perseguit fins a l'esgotament el 28 de maig de 1942.[29]
- L'U-573 va ser internat a Espanya després dels danys ocasionats per una bomba l'1 de maig de 1942.[29]
- L'U-652 va enfonsar l'HMS Heythrop el 20 de març de 1942, l'HMS Jaguar 26 de març[20] i va ser enfonsat el 2 de juny de 1942 pel 815 Esquadró Aeri Naval.[29]

## Invasió aliada del nord d'Àfrica
Es van assignar més submarins a la 29a flotilla quan les mesures millorades de guerra antisubmarina (ASW) al llarg de la costa est d'Amèrica del Nord van acabar amb els Segons Temps Feliços. Quan un Short Sunderland va trobar l'U-559, l'avió va convocar cinc destructors capaços de mantenir el contacte i llançar 150 càrregues de profunditat durant deu hores, fins que el submarí va intentar escapar a la superfície a la nit. Els destructors en espera va obrir foc tan aviat com l'U-boot va sortir a la superfície i la seva tripulació va abandonar el vaixell. La Royal Navy va pujar a bord de l'U-boot que s'enfonsava i va recuperar els documents del codi alemany abans que l'U-559 s'enfonsés.
La segona batalla d'El Alamein va provocar una concentració de submarins a la Mediterrània occidental, en previsió de la invasió amfíbia aliada. Cinc submarins van entrar en contacte amb els combois de l'Operació Torxa i dues llopades es van reunir prop dels punts d'invasió. U-73 , U-81 , U-458 , U-565 , U-593 , U-595 , U-605 i U-617 reunits al voltant d'Orà com a Gruppe Delphin (Grup Dofí); U-77 , U-205 , U-331 , U-431 , U-561 i U-660 reunits al voltant d'Alger com a Gruppe Hai (Grup Tauró). Cinc submarins van ser enfonsats oposant-se a la invasió.
- L'U-763 va danyar el Lalande de 7.453 tones el  14 de novembre de 1942 i va enfonsar el vaixell Liberty Arthur Middleton del comboi UGS 3 l'1 de gener de 1943.[39]
- L'U-77 va enfonsar el Mahrous de 18 tones el  20 d'octubre de 1942, va danyar l'HMS Stork el 12 de novembre i va enfonsar l'Empire Banner de 6.699 tones i l'Empire Webster de 7.043 tones del comboi KMS 8 el 7 de febrer. L'U-77 va danyar l'Hadleigh de 5.222 tones i el Merchant Prince del comboi ET 14de 5.229 tones el 16 de març[25]  i va ser enfonsat el 29 de març de 1943 per Lockheed Hudsons.[40]
- L'U-81 va enfonsar el Garlinge de 2.012 tones el 10 de novembre de 1942 i el Maron de 6.487 tones el  13 de novembre. L'U-81 va danyar el Saroena de 6.671 tones el  10 de febrer de 1943 i va enfonsar els velers Al Kasbanah, Dolphin, Husni i Sabah el Kheir l'11 de febrer. L'U-81 va enfonsar el Bourghieh de 244 tones i el veler Mawahab Allah el 20 de març de 1943, i el veler Rousdi el 28 de març.[30]
- L'U-83 va ser enfonsat el 23 de març de 1943 per un Lockheed Hudson del 500è Esquadró de la RAF.[40]
- L'U-97 estava en reparació a Salamina.[29]
- L'U-205 va ser enfonsat el 17 de febrer de 1943 per avions i destructors.[40]
- L'U-331 va enfonsar l'USS Leedstown  el 9 de novembre de 1942 abans de ser enfonsat per avions el 17 de novembre.[38]
- L'U-371 va enfonsar el vaixell d'arrossegament HMS Jura i va danyar el Ville de Strasbourg, de 7.159 tones, del comboi MKS 5 el 7 de gener de 1943 abans d'enfonsar el Fintra de 2.089 tones el  23 de febrer i danyar el vaixell Liberty Daniel Carroll del comboi TE 16 el 28 de febrer.[41]
- L'U-375 va danyar l'HMS Manxman  l'1 de desembre de 1942.[35]
- L'U-431 va enfonsar l'HMS Martin el 10 de novembre de 1942, l'HNLMS  Isaac Sweers el 13 de novembre i els velers Alexandria el 23 de gener de 1943, Mouyassar i Omar el Kattab el 25 de gener i Hassan el 26 de gener, abans de danyar el City of Perth de 6.415 tones del comboi MKS 10 el 26 de març de 1943.[16]
- L'U-453 va enfonsar el Jean Jadot de 5.859 tones del comboi KMS 7 el 20 de gener de 1943.[21]
- L'U-559 va enfonsar el Bringhi de 200 tones el  12 d'octubre de 1942 i va ser perseguit fins a l'esgotament el 30 d'octubre.[11]
- L'U-561 va enfonsar l'Sphinx de 39 tones el  24 de setembre de 1942.[36]
- L'U-562 va enfonsar l'Strathallan de 23.722 tones del comboi KMF 5 el 21 de desembre de 1942,[19] i va ser enfonsat el 23 de febrer de 1943 per avions i destructors.[40]
- L'U-565 va enfonsar l'HMS Partridge el 18 de desembre de 1942, va danyar el vaixell Liberty Nathanael Greene del comboi MKS 8 el 24 de febrer de 1943 i va danyar el Seminole de 10.389 tones del comboi TE 16 el 27 de febrer.[37]

### Submarins de substitució
- L'U-605 va travessar l'estret el 10 d'octubre[42]  i va ser enfonsat a Orà el 14 de novembre de 1942 per un Lockheed Hudson de l'esquadró 233 de la RAF.[38]
- L'U-458 va travessar l'estret l'11 d'octubre de 1942.[42]
- L'U-593 va travessar l'estret l'11 d'octubre de 1942;.[42] i va enfonsar el Browning de 5.332 tones del comboi KMS 2 el 12 de novembre, el Daflia de 1.940 tones i el Kaying de 2.626 tones el 18 de març de 1943, i el City of Guildford de 5.157 tones del comboi XT 7 el 27 de març.[43]
- L'U-660 va travessar l'estret l'11 d'octubre.[42] i va ser enfonsat a Orà el 12 de novembre de 1942 pels destructors.[38]
- L'U-617 va travessar l'estret el 8 de novembre de 1942,[42] va enfonsar el remolcador HMS Saint Issey el 28 de desembre, l'Annitsa de 5.324 tones i el Harboe Jensen de 1.862 tones el 15 de gener de 1943, l'HMS Welshman  l'1 de febrer i el Corona de 3.264 tones i l'Henrik de 1.350 tones del comboi AW 22 el 5 de febrer.[44]
- L'U-407 va travessar l'estret el 9 de novembre de 1942[42] i va enfonsar el Viceroy of India de 19.627 tones l'11 de novembre.[45]
- L'U-595 va travessar l'estret el 9 de novembre[42] i va ser enfonsat a Orà el 14 de novembre de 1942 per Lockheed Hudsons.[38]
- L'U-596 va travessar l'estret el 9 de novembre de 1942,[42]va enfonsar el LCI-162 el 7 de febrer de 1943, va danyar l'Empire Standard de 7.047 tones i el vaixell Fort Norman del comboi KMS 10 el 9 de març i va enfonsar el vaixell Fort a la Corne i Hallanger de 9.551 tones del comboi ET 16 el 30 de març de 1943.[46]
- L'U-755 va travessar l'estret el 9 de novembre de 1942[42] i va enfonsar el vaixell d'arrossegament Sergent Gouarne el 26 de març de 1943.[47]
- L'U-259 va travessar l'estret l'11 de novembre[42]  i va ser enfonsat el 15 de novembre de 1942 per un Lockheed Hudson de l'esquadró número 500 de la RAF.[38]
- L'U-380 va travessar l'estret[42] i va enfonsar Nieuw Zealand amb 11.069 tones l'11 de novembre de 1942, i va danyar el vaixell Ocean Seaman del comboi ET 14 el 15 de març de 1943.[48]
- L'U-443 va travessar l'estret el 5 de desembre de 1942,[42] i va enfonsar l'HMS Blean l'11 de desembre i l'Edencrag de 1592 tones del comboi TE 9 el 14 de desembre[49] abans de ser enfonsat pels destructors el 23 de febrer de 1943.[40]
- L'U-602 va travessar l'estret el 8 de desembre de 1942[42]  i va danyar l'HMS Porcupine el 9 de desembre.[50]
- L'U-301 va travessar l'estret el 9 de desembre de 1942[42] i va ser torpedinat per l'HMS Sahib el 20 de gener de 1943.[40]
- L'U-224 va travessar l'estret el 9 de gener de 1943[42] i va ser enfonsat el 13 de gener per l' HMCS  Ville de Quebec.[40]

## Derrota de l'Eix a Tunísia
Els exèrcits Aliats que avançaven pel nord d'Àfrica i Sicília van construir un sistema d'aeròdroms augmentant la freqüència de detecció de submarins per avions. La 29a Flotilla es va centrar en combois de la Mediterrània occidental que proveïen les tropes aliades, però tres submarins estaven basats a Salamina per mantenir una presència de patrulla a la Mediterrània oriental, forçant els Aliats a dispersar els seus esforços ASW. L'1 d'agost de 1943 la 29a Flotilla va traslladar el seu quarter general de La Spezia a Toló, on podria utilitzar l'antiga base naval francesa per patrullar a la Mediterrània occidental.
- L'U-73 va enfonsar el Brinkburn de 1.598 tones del comboi TE 22 el 21 de juny i va danyar l'Abbeydale de 8.299 tones del comboi XTG 2 el 27 de juny de 1943.[39]
- L'U-81 va enfonsar el Yoma de 8.131 tones del comboi GTX 2 el 17 de juny, el veler Nisr el 25 de juny, els velers Nelly i Toufic Allah el 26 de juny i el Michalios de 3.742 tones el 27 de juny, abans de danyar l' Empire Moon de 7.472 tones el 22 de juliol.[30]
- L'U-97 va enfonsar el Palima de 1.179 tones el 12 de juny de 1943 i l'Athelmonarch de 8.995 tones el  15 de juny[12] abans de ser enfonsat el 16 de juny per un Lockheed Hudson de l'esquadró número 459 de la RAAF.[52]
- L'U-371 va enfonsar el Merope de 1.162 tones el  27 d'abril, va danyar el vaixell Liberty Matthew Maury i el Gulfprince de 6.561 tones del comboi ET 22A el 10 de juliol de 1943 i va enfonsar el Contractor de 6.004 tones del comboi GTX 5 el 7 d'agost de 1943.[41]
- L'U-375 va enfonsar el Saint Essylt de 5.634 tones del comboi KMS 18B el 4 de juliol de 1943[35] abans de ser enfonsat el 30 de juliol de 1943 pel PC-624.[52]
- L'U-380 va danyar el vaixell Liberty Pierre Soulé el 23 d'agost de 1943.[48]
- L'U-407 va danyar l'HMS Newfoundland el 23 de juliol de 1943.[45]
- L'U-453 va danyar l'Oligarch de 6.894 tones del comboi GTX 3 el 30 de juny i va enfonsar el Shahjehan de 5.454 tones del comboi MWS 36 el 6 de juliol de 1943.[21]
- L'U-458 va ser enfonsat el 22 d'agost de 1943 per l'escorta del comboi MKF 22.[52]
- L'U-561 va ser enfonsat el 12 de juliol de 1943 per la MTB-81.[52]
- L'U-565 va enfonsar el comboi UGS 7 de 5.594 tones Michigan i 4.392 tones Sidi-Bel-Abbès el 20 d'abril de 1943.[37]
- L'U-593 va enfonsar el Runo de 1858 tones l'11 d'abril, després va danyar LST-333 i LST-387 el 22 de juny i va enfonsar els Devis de 6.054 tones del comboi KMS 18B el 5 de juliol de 1943.[43]
- L'U-596 va enfonsar El Sayeda de 68 tones el 20 d'agost de 1943 i el Lily de 130 tones , el Namaz de 50 tones i el Panikos de 21 tones el  21 d'agost. Després, l'U-596 va enfonsar Nagwa de 183 tones el 30 d'agost i Hamidieh de 80 tones el  7 de setembre.[46]
- L'U-602 es va perdre per causes desconegudes l'abril de 1943.[40]
- L'U-617 va enfonsar l'HMS Puckeridge el 6 de setembre.[44]
- L'U-755 va enfonsar el Simon Duhamel II de 928 tones del comboi TE 20 el 2 d'abril[47] abans de ser enfonsat per un Lockheed Hudson de l'esquadró número 608 de la RAF el 28 de maig de 1943.[40]

### Substitucions
- L'U-303 va travessar l'estret el 9 d'abril i va ser torpedinat per l'HMS Sickle el 21 de maig de 1943.[42][40]
- L'U-414 va travessar l'estret el 9 d'abril,[42] va enfonsar l'Empire Eve de 5.979 tonesi va danyar el vaixell Fort Anne del comboi KMS 14 el 18 de maig[53] abans de ser enfonsat el 25 de maig de 1943 per l'HMS Vetch.[40]
- L'U-410 va travessar l'estret el 6 de maig de 1943,[42] i va enfonsar els vaixells Liberty Richard Henderson i John Bell del comboi UGS 14 el 23 d'agost de 1943.[54]
- L'U-447 va ser enfonsat a Gibraltar el 7 de maig de 1943 per Lockheed Hudsons de l'esquadró número 233 de la RAF.[40]
- L'U-616 va travessar l'estret el 7 de maig de 1943.[42]
- L'U-409 va travessar l'estret el 5 de juny,[42] va enfonsar el City of Venice de 8.762 tones el  4 de juliol[55] i va ser enfonsat el 12 de juliol de 1943 per l'HMS Inconstant.[52]

## Després de l'armistici italià
A mesura que les forces d'escorta aliades a la Mediterrània es van fer més nombroses, la tàctica de caçar fins a l'esgotament un submarí detectat va rebre el nom de "Pantà" i es va utilitzar cada cop més habitualment. Els submarins van llançar torpedes G7es amb orientació passiva contra destructors, però no van poder fer front a un equip d'escortes. Els submarins que quedaven al port van ser sotmesos a atacs aeris de la USAAF des dels aeròdroms de nova construcció. Els submarins supervivents a Toló van ser enfonsats quan l'operació Dragoon (la invasió del sud de França), va tancar la 29a base de la flotilla el 15 d'agost de 1944. Tres submarins van romandre a Salamina fins que les forces aliades van arribar el 19 de setembre de 1944.
- L'U-73 va danyar el vaixell Liberty John S. Copley del comboi GUS 24[39] i va ser enfonsat per l'escorta del comboi el 16 de desembre de 1943.[57]
- L'U-81 va enfonsar l'Empire Dunstan de 2.887 tones el  18 de novembre de 1943[30] abans de ser destruït per una incursió de l'USAAF el 9 de gener de 1944 a Pula.[56]
- L'U-371 va enfonsar l'HMS Hythe l'11 d'octubre, l'USS Bristol el 13 d'octubre i va danyar el vaixell Liberty James Russell Lowell del comboi GUS 18 el 15 d'octubre. Posteriorment va enfonsar el Dempo de 17.024 tones i va destruir el Maiden Creek de 6.165 tones del comboi SNF 17 el 17 de març de 1944 i va danyar l'USS Menges  i el destructor francès escorta Sénégalais del comboi GUS 38 amb torpedes G7es el 3 de maig de 194 mentre era caçat el 3 de maig de 194. esgotament per les escortes del comboi.[41]
- L'U-380 va ser destruït per una incursió de l'USAAF l'11 de març de 1944 a Toló.[56]
- L'U-407 va danyar l'HMS Birmingham el 28 de novembre de 1943, va enfonsar Rod el Faraq de 55 tones el  27 de febrer de 1944 i va danyar l'Ensis de 6207 tones el 29 de febrer. Posteriorment va enfonsar el Meyer London de 7.210 tonesi va danyar el vaixell Liberty Thomas G. Masaryk del comboi UGS 37 el 16 d'abril,[45] i va ser enfonsat pels destructors davant de Salamina el 19 de setembre de 1944.[58]
- L'U-410 va enfonsar el vaixell Liberty Christian Michelsen del comboi UGS 17 el 26 de setembre de 1943. L'U-410 va enfonsar el vaixell Fort Howe i va danyar el Empire Commerce de 3.722 tones del comboi MKS 26 l'1 d'octubre i va enfonsar el vaixell Fort Fort Saint Nicolas el 15 de febrer de 1944, l'HMS Penelope el 18 de febrer i LST-348 el 20 de febrer[54] abans de ser destruït per una incursió de l'USAAF l'11 de març de 1944 a Toló.[56]
- L'U-431 va ser enfonsat el 21 d'octubre de 1943 per un Vickers Wellington del 179è Esquadró.[57]
- L'U-453 va enfonsar l'Aqia Paraskevi de 80 tones, l'Himli de 67 tonesi el Salem de 81 tones l'1 de febrer de 1944 i el Yahiya de 64 tones el 2 de febrer. Després va enfonsar el vaixell fort Fort Missanabie del comboi HA 43 el 19 de maig[21] i va ser perseguit fins a l'esgotament per les escortes del comboi el 21 de maig de 1944.[56]
- L'U-565 va ser enfonsat a Salamina el 19 de setembre de 1944.[27]
- L'U-593 va enfonsar el vaixell Liberty William W. Gerhard del comboi NSS 3 el 21 de setembre de 1943, l'USS Skill el 25 de setembre, el Mont Viso de 4531 tones del comboi KMS 30 el 3 de novembre i l'HMS Holcombe i l'HMS Tynedale del comboi KMS 34 amb torpedes G7es el 12 de desembre[43]  mentre eren caçats fins a l'esgotament per l'escorta del comboi el 13 de desembre de 1943.[57]
- L'U-596 va enfonsar el Marit de 5.542 tones del comboi XT 4 el 4 d'octubre i el Cap Padaran de 8.009 tones del comboi HA 11 el 9 de desembre de 1943[46] abans de ser enfonsat a Salamina el 19 de setembre de 1944.[27]
- L'U-616 va enfonsar l'USS Buck el 9 d'octubre de 1943 i el LCT-553 l'11 d'octubre, i va danyar el vaixell Fort Fidler de 7.127 tones i el GS Walden de 10.627 tones del comboi GUS 39[59]  amb torpedes G7es abans de ser assetjat fins a esgotament pels escortes del comboi el 14 de maig de 1944.[56]
- L'U-617 va ser enfonsat l'11 de setembre de 1943 pels Vickers Wellingtons del 179è Esquadró.[60]

### Substitucions
- L'U-223 va travessar l'estret el 26 de setembre de 1943,[60] va danyar la Stanmore de 4.970 tones del comboi KMS 27 el 2 d'octubre, va danyar l'HMS Cuckmere amb un torpede G7es l'11 de desembre i va enfonsar l'HMS Laforey[61] amb un G7 va ser caçat fins a l'esgotament el 29 de març de 1944.[56]
- L'U-450 va travessar l'estret l'1 de novembre de 1943 i va ser enfonsat el 10 de març de 1944 pels destructors de la Royal Navy.[56]
- L'U-642 va travessar l'estret el 3 de novembre de 1943 i va ser destruït a Toló pels atacs de la USAAF el 5 de juliol i el 6 d'agost de 1944.[62]
- L'U-230 va travessar l'estret el 5 de desembre de 1943,[62] va enfonsar l'LST-418 el 16 de febrer de 1944, l'LST-305 el 20 de febrer i el PC-558 el 9 de maig[63]  abans de ser enfonsat a Toló el 21 d'agost de 1944.[64]
- L'U-952 va travessar l'estret el 3 de gener de 1944, va enfonsar el vaixell Liberty William B. Woods el 10 de març[65] i va ser destruït a Toló pels atacs de la USAAF el 5 de juliol i el 6 d'agost de 1944.[62]
- L'U-343 va travessar l'estret el 5 de gener de 1944 i va ser enfonsat el 10 de març pel vaixell d'arrossegament Mull.[56]
- L'U-455 va travessar l'estret el 22 de gener de 1944 i es va perdre per causes desconegudes un temps després del 6 d'abril.[66]
- L'U-969 va travessar l'estret el 3 de febrer de 1944, va danyar els vaixells Liberty George Cleeve i Peter Skene Ogden del comboi GUS 31 el 22 de febrer,[67] i va ser destruït a Toló pels atacs de la USAAF el 5 de juliol i el 6 d'agost de 1944.[62]
- L'U-586 va travessar l'estret el 13 de febrer i va ser destruït a Toló pels atacs de la USAAF el 5 de juliol i el 6 d'agost de 1944.[62]
- L'U-967 va travessar l'estret el 12 de febrer,[62] va enfonsar l'USS Fechteler amb un torpede G7es el 5 de maig,[68] i va ser enfonsat a Toló l'11 d'agost de 1944.[69]
- L'U-421 va travessar l'estret el 20 de març i va ser destruït per un atac de la USAAF el 29 d'abril de 1944 a Toló.[66]
- L'U-466 va travessar l'estret el 22 de març de 1944[62]  i va ser enfonsat a Toló el 19 d'agost.[70]
- L'U-471 va travessar l'estret el 31 de març de 1944 i va ser destruït a Tóló pels atacs de la USAAF el 5 de juliol i el 6 d'agost.[62]
- L'U-960 va travessar l'estret el 30 d'abril i va ser caçat fins a l'esgotament el 19 de maig de 1944.[71]

## Èxit i fracàs

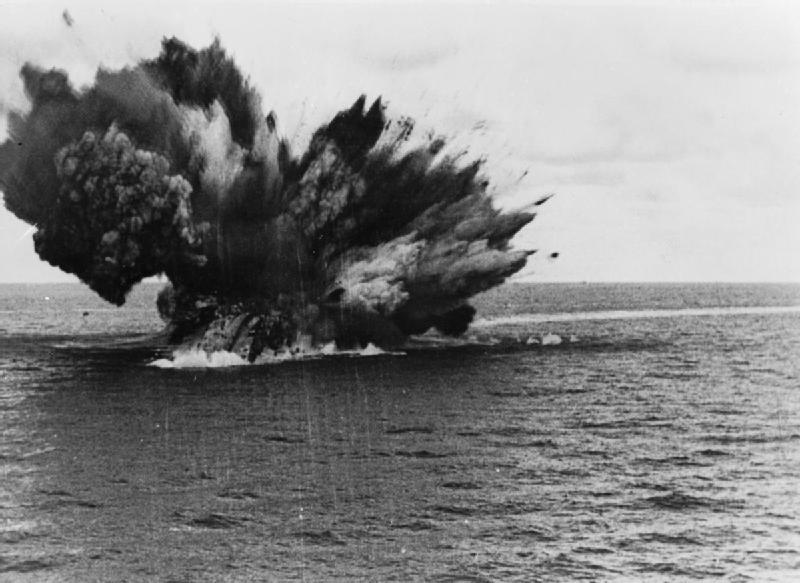
L'HMS Barham explota quan el seu carregador de 15 polzades s'encén el 25 de novembre de 1941.

Els alemanys van enfonsar 95 vaixells mercants aliats per un total de 449.206 tones i 24 vaixells de guerra de la Royal Navy incloent dos portaavions, un cuirassat, quatre creuers i 12 destructors al preu de 62 submarins. Els èxits destacables van ser l'enfonsament de l'HMS Barham, l'Ark Royal, l'Eagle i el Penelope.

### Submarins enfonsats pels submarins aliats
Quatre submarins van ser enfonsats pels submarins aliats al Mediterrani:
- El submarí alemany  U-95 va ser enfonsat el 28 de novembre de 1941 a la Mediterrània occidental, al sud-oest d'Almeria, a la posició 36° 14′ N, 3° 12′ O / 36.24°N,03.20°O pels torpedes del submarí holandès HrMs  O 21 . Van morir 35 tripulants i 12 van sobreviure.
- L'U-301 va ser enfonsat el 21 de gener de 1943 al Mediterrani, a l'oest de Bonifacio, en la posició 41° 16′ N, 7° 02′ E / 41.27°N,07.04°E pels torpedes del submarí britànic HMS Sahib. 45 Van morir 45 tripulants i 1 va sobreviure.
- L'U-303 va ser enfonsat el 21 de maig de 1943 a la Mediterrània occidental al sud de Toló, a la posició 42° 30′ N, 6° 00′ E / 42.50°N,06.00°E pels torpedes del submarí britànic HMS Sickle. Van morir 20 tripulants i 28 van sobreviure.
- L'U-374 va ser enfonsat el 12 de gener de 1942 a la Mediterrània occidental, a l'est del cap Spartivento, en la posició 37° 30′ N, 16° 00′ E / 37.50°N,16.00°E, pels torpedes del submarí britànic HMS Unbeaten. Només un tripulant de 45 va sobreviure.